# بيتر جورج (اقتصادي)
بيتر جورج هو اقتصادي كندي، ولد في 12 سبتمبر 1941 في تورونتو في كندا، وتوفي في 27 أبريل 2017 بسبب سرطان.